# Aletta Handley-Page
L'aletta Handley-Page (in inglese leading edge slot, letteralmente tradotto "fessura del bordo d'attacco") è un tipo di ipersostentatore installato sul bordo di attacco delle ali di alcuni velivoli avente lo scopo di ridurre la velocità di stallo e migliorare la manovrabilità dell'aereo alle basse velocità. L'aletta Handley Page permette all'aria di fluire dall'intradosso (superficie inferiore o ventre) verso l'estradosso (superficie superiore o dorso) dell'ala. In questo modo si consente al velivolo di volare ad elevati angoli d'attacco riducendo la velocità di stallo.

## Scopo e sviluppo
Un profilo alare base, tipicamente stalla ad un angolo d'attacco di 15°. Modificando il profilo alare attraverso l'utilizzo di apposite fessure, è possibile incrementare l'angolo a cui il profilo alare stalla fino a 22° o 25°.
La prima a sviluppare il concetto di queste fessure in corrispondenza del bordo d'attacco di un'ala fu la compagnia Handley Page nel 1919, ed il primo velivolo cui furono applicate fu l'aereo sperimentale Handley-Page H.P.17 una versione modificata dell'Airco DH.9A. L'Handley-Page H.P.20 fu il primo aereo al quale vennero applicate alette Handley Page controllabili. Nel 1920 il brevetto di questo progetto costituì la principale fonte di guadagno della Handley Page.
Del tutto simili alle alette Handley Page, ma retraibili, sono le alette di bordo d'attacco (in inglese leading edge slats). Quando un'aletta di bordo d'attacco viene comandata ad estrarsi, si crea una fessura con la parte rimanente dell'ala.
Un'aletta Handley Page fissa, può incrementare il massimo coefficiente di portanza di un profilo aerodinamico del 40%, se poi si combinano gli effetti dell'aletta Handley Page con quelli di un'aletta di bordo d'attacco, il coefficiente di portanza può arrivare fino al 50% oppure 60%.
A differenza degli ipersostentatori, le alette Handley Page non incrementano il coefficiente di portanza quando l'angolo d'attacco è nullo.

## Funzionamento
Un'aletta Handley Page è una fessura fissa posta dietro il bordo d'attacco dell'ala. L'aria, dall'intradosso può accelerare attraverso la fessura verso l'estradosso in cui la pressione è minore, muovendosi parallelamente alla superficie superiore dell'ala. Il flusso d'aria ad alta velocità si miscela con lo strato limite attaccato alla superficie superiore dell'ala energizzandolo e ritardandone il distacco.
Le alette Handley Page contribuiscono ad aumentare la resistenza del profilo alare, ma mentre la componente resistiva per bassi valori di velocità è accettabile in quanto le alette riducono la velocità di stallo e migliorano la manovrabilità del velivolo, alle alte velocità l'incremento della resistenza del profilo alare costituisce uno svantaggio in quanto comporta la riduzione della velocità di crociera e l'incremento del consumo di carburante.
Un modo per ovviare a questo problema è quello di permettere alle fessure di potersi chiudere. Questo accorgimento è utilizzato dalle alette di bordo d'attacco mobili (in inglese leading edge slats). Aerodinamicamente, queste alette mobili lavorano nello stesso modo delle fessure, con la differenza che le prime possono essere retratte ad alti valori di velocità quando non sono necessarie. Di converso, le alette mobili sono più pesanti (a causa del loro sistema di attuazione) e complesse.
Per piccoli valori di angolo d'attacco, il flusso d'aria attraverso la fessura è trascurabile, sebbene contribuisca all'incremento della resistenza del profilo alare. Con l'aumentare dell'angolo d'attacco, il flusso d'aria s'incrementa significativamente accelerando da una regione ad alta pressione verso una regione a più bassa pressione in corrispondenza dell'estradosso dell'ala. Per elevati angoli d'attacco, l'aria risulta essere velocissima in corrispondenza del bordo d'attacco dell'ala. In questa regione di alta velocità locale dell'aria la forza viscosa sulla superficie dell'ala è molto alta e lo strato limite in corrispondenza dell'estradosso avrà perso molta della sua pressione (o energia meccanica totale).
L'aria che passa attraverso la fessura invece non viene in contatto con il bordo d'attacco dell'ala e quindi con la regione in cui la velocità dell'aria e l'attrito viscoso sono localmente elevati per cui la sua pressione totale resta prossima al valore che avrebbe in condizioni di flusso libero. 
La miscelazione tra lo strato limite superiore con l'aria che giunge attraverso la fessura rigenera lo strato limite che quindi rimane attaccato all'estradosso dell'ala anche per elevati angoli d'attacco. Si può quindi asserire che le alette Handley Page siano state uno dei primi sistemi di controllo dello strato limite.

## Applicazioni
Le alette Handley Page sono generalmente di due tipi :
- ad apertura alare completa (interessano tutta l'ala).[4]
- ad apertura alare parziale (interessano solo una limitata sezione dell'ala)

Le alette ad apertura alare completa sono generalmente installate sui velivoli di tipo STOL (dall'inglese "Short Take-Off and Landing", cioè decollo ed atterraggio corto) come il Fieseler Storch, Dornier Do 27, PZL-104M Wilga 2000 e lo Zenair CH 701 STOL. La loro peculiarità è quella di permettere all'aereo di volare ad elevati angoli d'attacco prima di raggiungere l'angolo di stallo.
Le alette ad apertura alare parziale sono installate lungo la porzione esterna dell'ala, che quindi non stalla per elevati angoli d'attacco rispetto alla porzione interna.
In questo modo, la parte dell'ala collegata alla fusoliera stallerà prima e ciò contribuirà ad "addolcire" lo stallo del velivolo ed a mantenere il controllo degli alettoni durante lo stallo.
Esempi di velivoli che utilizzavano questo tipo di aletta sono : Stinson 108, Bristol Beaufort, ed il Dornier Do 28D-2 Skyservant.

## Galleria d'immagini

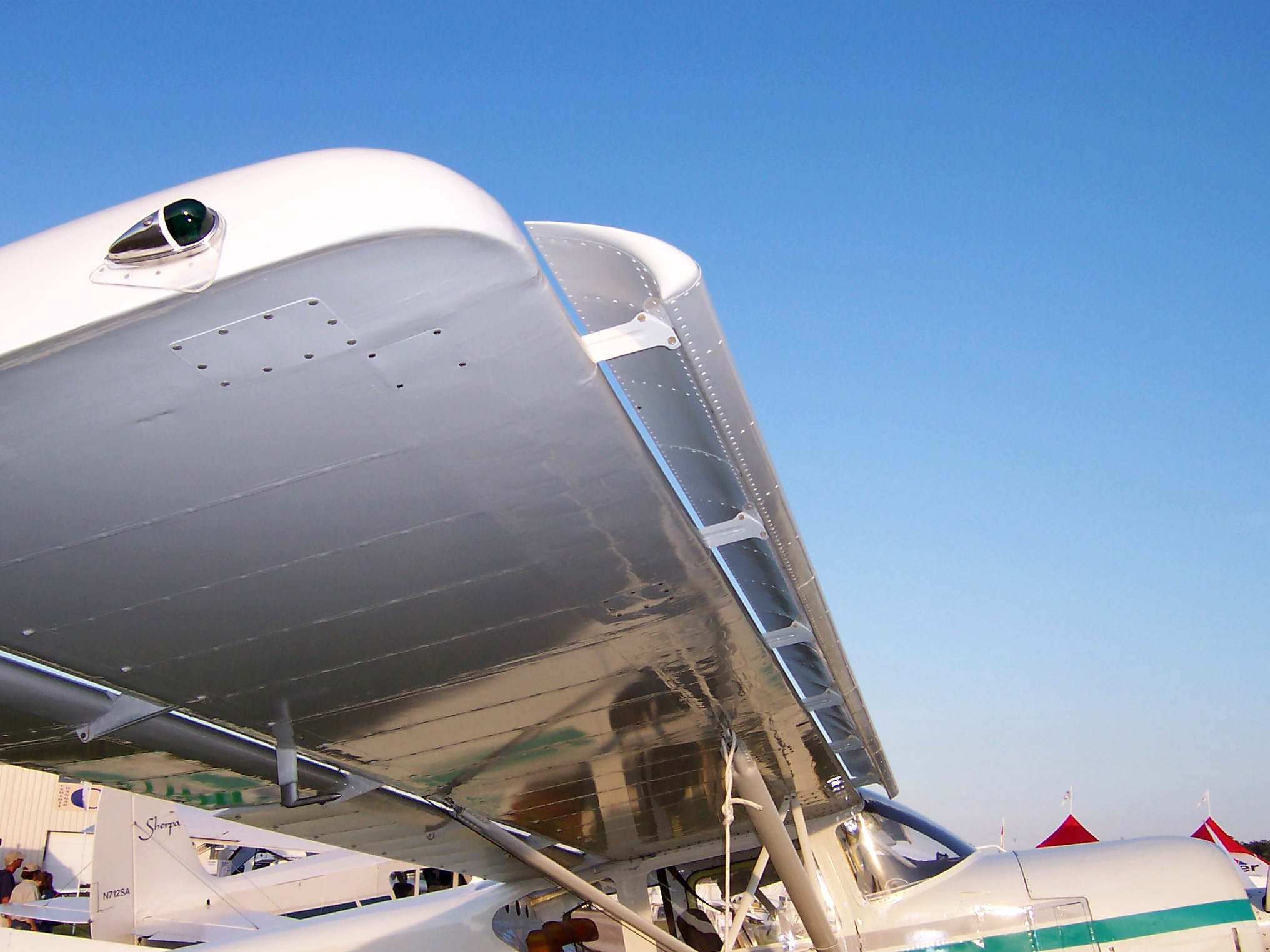
Aletta Handley Page su un velivolo STOL
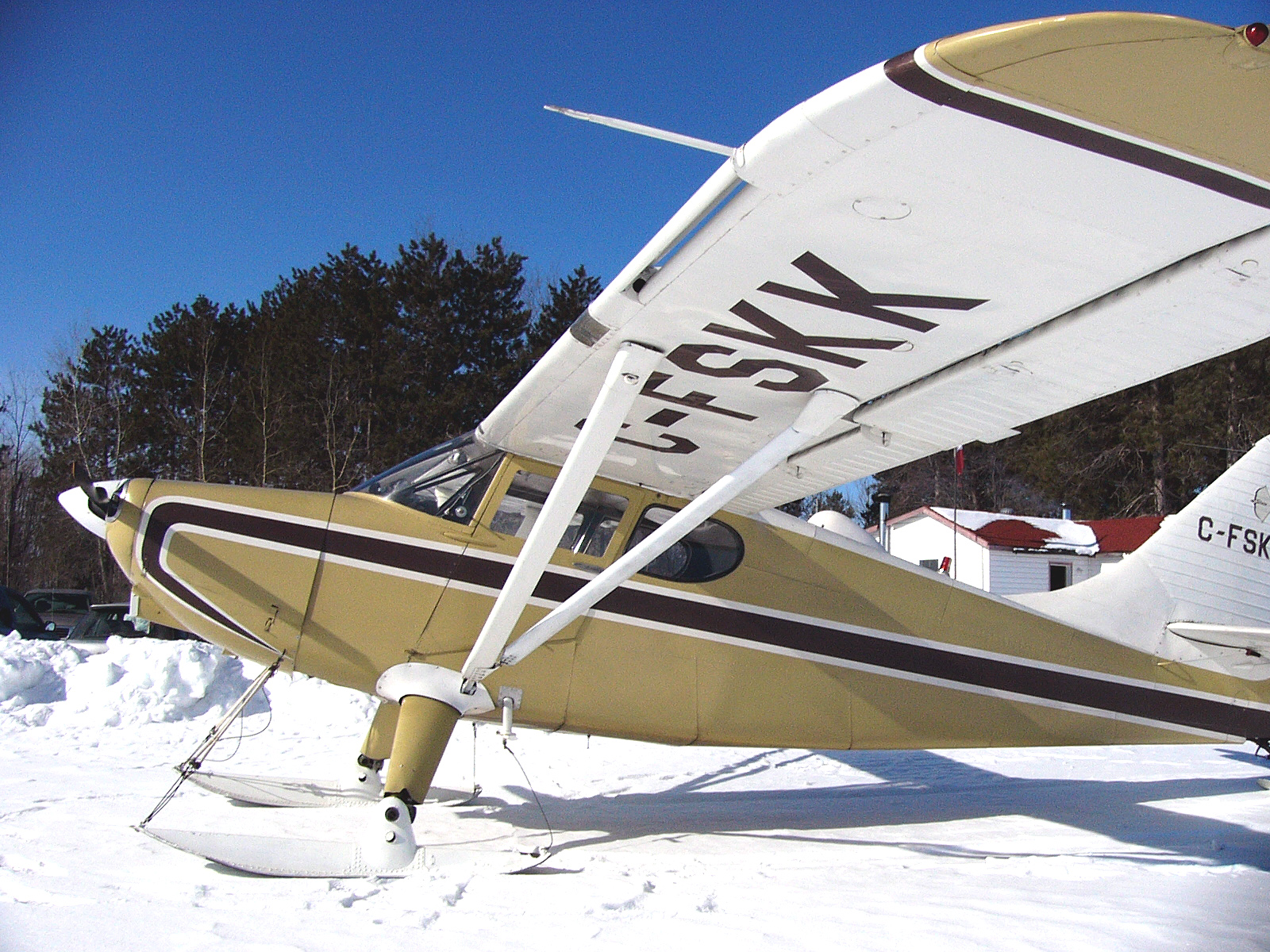
Aletta Handley Page ad apertura alare parziale di uno Stinson 108-3
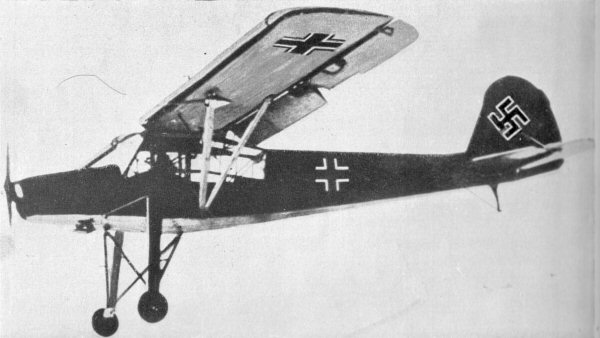
Aletta Handley Page ad apertura alare completa di un Fieseler Storch
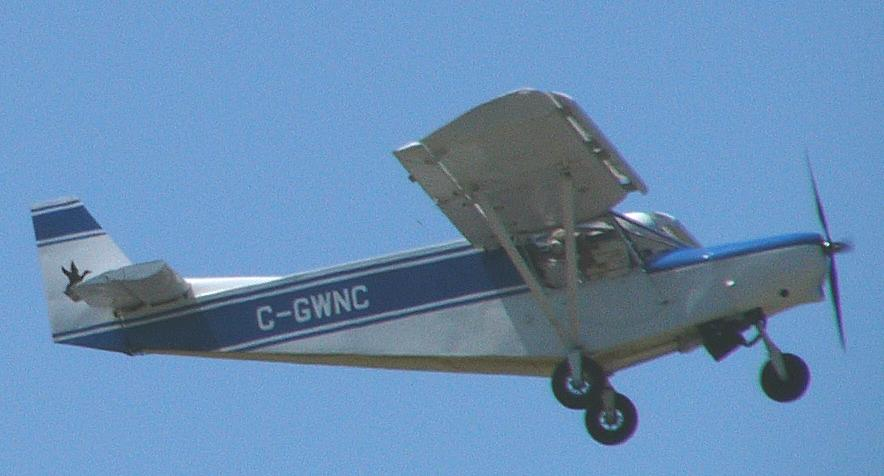
Aletta Handley Page ad apertura alare completa di uno Zenith STOL CH 701